# Olszewo-Borki (village)
Pour les articles homonymes, voir Olszewo-Borki.
Olszewo-Borki (prononciation : [ɔlˈʂɛvɔ ˈbɔrki]) est un village polonais de la gmina d'Olszewo-Borki dans le powiat d'Ostrołęka de la voïvodie de Mazovie dans le centre-est de la Pologne.
Le village est le siège administratif (chef-lieu) de la gmina appelée gmina d'Olszewo-Borki.
Il se situe à environ 4 kilomètres à l'ouest d'Ostrołęka (siège du powiat) et à 101 kilomètres au nord de Varsovie (capitale de la Pologne).
Le village compte approximativement une population de 820 habitants en 2006.

## Histoire
De 1975 à 1998, le village appartenait administrativement à la voïvodie d'Ostrołęka.